# Billie Bennett
Pour les articles homonymes, voir Bennett.
Billie Bennett est une actrice américaine, née à Evansville (Indiana) le 23 octobre 1874, morte à Los Angeles (Californie) le 19 mai 1951.

## Filmographie partielle
- 1914 : Charlot grande coquette (The Masquerader) de Charlie Chaplin
- 1914 : Charlot et les Saucisses (Mabel's Busy Day) de Mack Sennett  : une femme
- 1914 : Le Roman comique de Charlot et Lolotte (Tillie's Punctured Romance) de Mack Sennett et Charles Bennett : une femme de ménage/une invitée à la fête
- 1915 : Court House Crooks de Ford Sterling
- 1915 : Fatty fait une conquête (Fatty's Chance Acquaintance) de Roscoe Arbuckle
- 1919 : Fighting Cressy de Robert Thornby : Mrs. Dabney
- 1920 : The Courage of Marge O'Doone de David Smith
- 1922 : Robin des Bois (Robin Hood) d'Allan Dwan : la dame de compagnie
- 1923 : Trois Femmes pour un mari (The Eternal Three)  de Marshall Neilan et Frank Urson
- 1925 : L'Éventail de Lady Windermere (Lady Windermere's Fan) d'Ernst Lubitsch : Lady Plymdale
- 1926 : Ranson's Folly, de Sidney Olcott
- 1926 : Un gentleman amateur (The Amateur Gentleman) de Sidney Olcott : Duchesse de Camberhurst
- 1927 : The Claw de Sidney Olcott : Mme Harriatt